# 雷艳
雷艳（1980年—），贵州施秉人，苗族，中华人民共和国政治人物、第十二届全国人民代表大会贵州地区代表。
毕业于贵州大学音乐表演。2013年，担任全国人大代表。2018年2月24日，当选为第十三届全国人大代表。